# Oakhaven, Arkansas
Oakhaven là một thành phố thuộc quận Hempstead, tiểu bang Arkansas, Hoa Kỳ. Năm 2010, dân số của thành phố này là 63 người.

## Dân số
- Dân số năm 2000: 54 người.
- Dân số năm 2010: 63 người.